# Coupe de la Ligue française de football 1997-1998
Navigation
Coupe de la Ligue française 1996-1997 Coupe de la Ligue française 1998-1999
La Coupe de la ligue de football 1997 - 1998 est la quatrième édition de la Coupe de la Ligue de football en France et voit le sacre du Paris SG aux dépens des Girondins de Bordeaux dans le tout nouveau Stade de France. Le vainqueur en titre est le RC Strasbourg.

## Déroulement de la compétition
Le club en premier est le club qui joue à domicile.

### Premier tour
Le premier tour a eu lieu les 11 et 25 novembre, ainsi que les 16 et 17 décembre 1997.
11 novembre
- FC Lorient 3 - 1 Red Star
- ES Wasquehal 0 - 3 AS Nancy-Lorraine
- AS Beauvais 1 - 0 SCO Angers
- Nîmes Olympique 3 - 0 CS Louhans-Cuiseaux
- FC Gueugnon 3 - 2 ASOA Valence
- Le Mans UC 3 - 2 Amiens SC
- Chamois niortais FC 3 - 0 ES Troyes AC
- FC Martigues 1 - 0 Sporting Toulon Var

25 novembre
- Lille OSC 2 - 2 SM Caen (3 - 2 aux tirs au but)

16 décembre
- SAS Épinal 1 - 1 Stade lavallois (6 - 5 aux tirs au but)

17 décembre
- Stade Poitevin FC 2 - 1 OGC Nice

### Seizièmes de finale
Les seizièmes de finale voient l'entrée dans la compétition des équipes de première division. Les matchs ont eu lieu en janvier 1998 : les 4, 5, 6 et 13 janvier.
4 janvier
- Paris SG 1 - 0 Olympique lyonnais
- AJ Auxerre 3 - 0 EA Guingamp

5 janvier
- FC Gueugnon 1 - 2 FC Metz
- Stade Poitevin FC 2 - 1 Nîmes Olympique
- AS Cannes 3 - 2 RC Strasbourg
- FC Martigues 1 - 0 AS Beauvais
- AS Nancy-Lorraine 2 - 2 SC Bastia (3 - 2 aux tirs au but)
- Le Havre AC 5 - 3 (a.p) FC Lorient
- RC Lens 1 - 0 Stade rennais FC
- AS Monaco 1 - 1 Chamois niortais FC (1 - 3 aux tirs au but)
- AS Saint-Étienne 1 - 1 FC Sochaux (2 - 4 aux tirs au but)
- Le Mans UC 1 - 0 Lille OSC
- FC Mulhouse 0 - 3 Girondins de Bordeaux
- Montpellier HSC 1 - 0 FC Nantes

6 janvier
- Olympique de Marseille 1 - 0 LB Châteauroux

13 janvier
- SAS Épinal 0 - 2 Toulouse FC

### Huitièmes de finale
Les matchs ont été étalés sur plusieurs jours de janvier et de février
30 janvier
- Girondins de Bordeaux 5 - 1 Le Mans UC

31 janvier
- AJ Auxerre 3 - 1 Toulouse FC
- RC Lens 1 - 0 Chamois niortais FC
- Olympique de Marseille 3 - 0 AS Nancy-Lorraine
- FC Martigues 0 - 2 FC Metz
- FC Sochaux 1 - 0 AS Cannes

1er février
- Stade Poitevin FC 2 - 1 Le Havre AC
- Paris SG 2 - 0 Montpellier HSC

### Quarts de finale

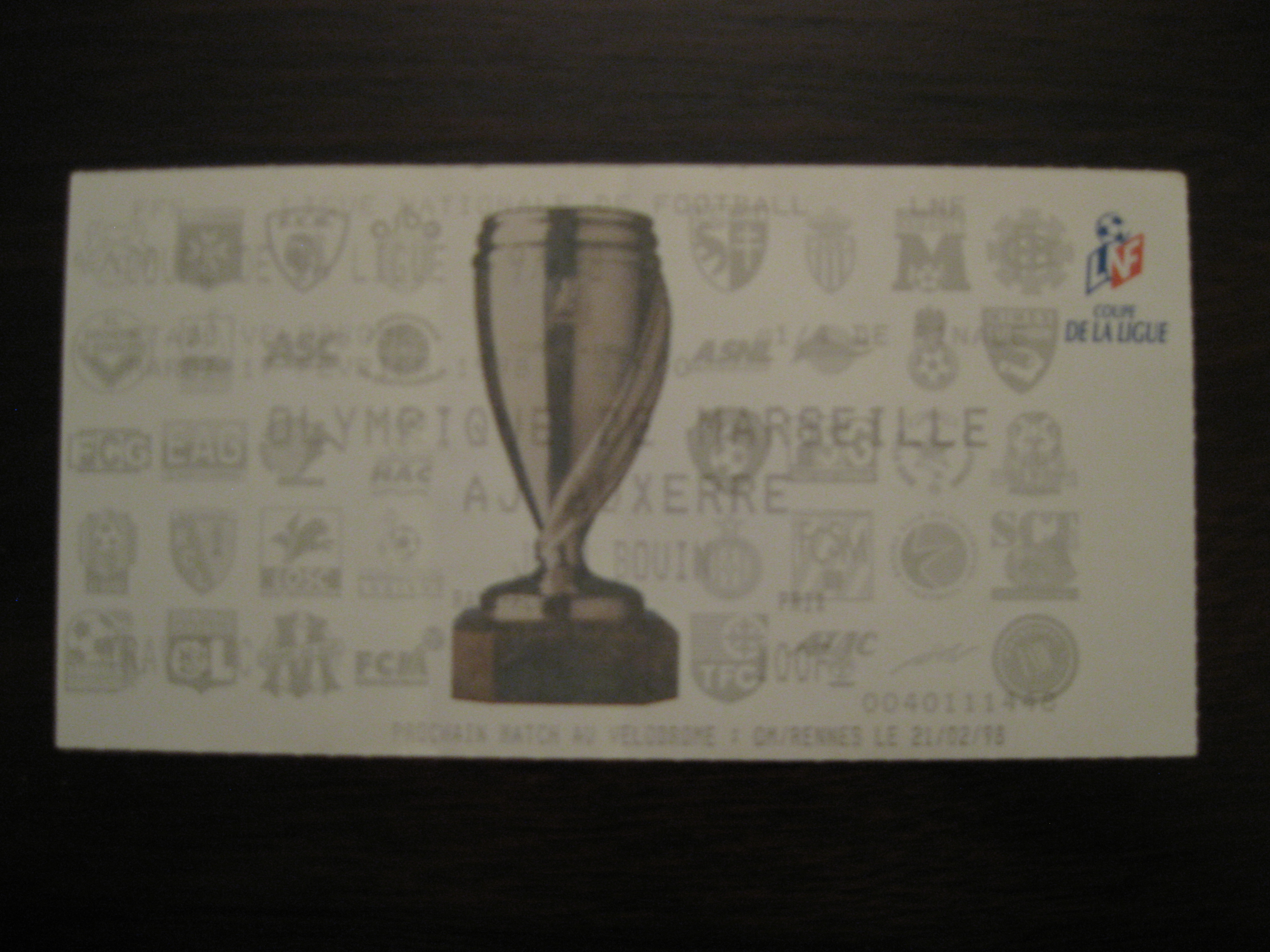
Ticket OM - AJA en quart de finale.

Les matchs ont eu lieu les 16, 17 et 18 février 1998.
16 février
- Paris SG 1 - 0 FC Metz

17 février
- Olympique de Marseille 2 - 3 AJ Auxerre

18 février
- FC Sochaux 1 - 4 RC Lens
- Girondins de Bordeaux 4 - 3 Stade Poitevin FC

### Demi-finales
Les matchs ont eu lieu les 10 et 12 mars
10 mars
- Girondins de Bordeaux 1 - 1 AJ Auxerre (4 - 2 aux tirs au but)

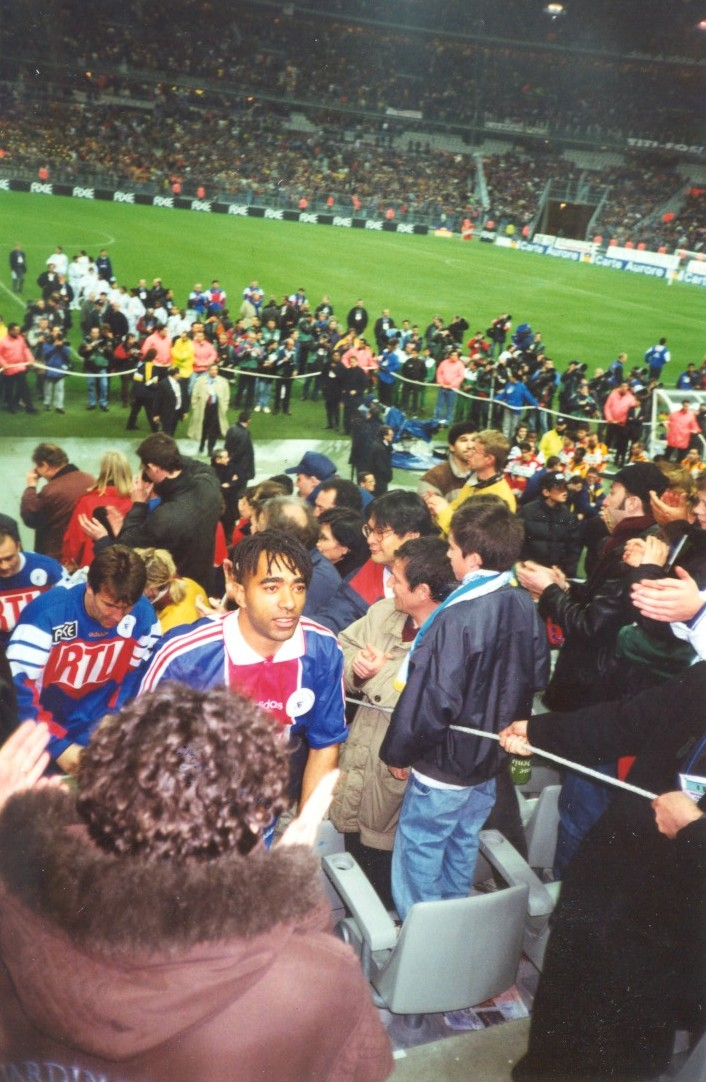

12 mars
- Paris SG 2 - 1 RC Lens

### Finale
Ce fut la première édition dont la finale eut lieu au Stade de France devant 77 700 spectateurs. Le match s'est achevé sur un score d'égalité 2 - 2 et les deux formations ont dû se départager aux tirs au but. Au bout de 90 minutes de jeu, le score était de 1 partout avec des buts inscrits par Johan Micoud à la 30e minute pour les Girondins et à la réponse vint à la 74e minute par l'intermédiaire de Marco Simone.
Pendant les prolongations, les Parisiens frappent en premier, par l'intermédiaire de Raí (107e minute). C'est Jean-Pierre Papin qui envoient les deux équipes aux tirs au but à la 115e sur un coup franc.
Au terme des tirs au but, le Paris Saint-Germain FC bat les Girondins sur le score de 4 tirs à 2. C'est la seconde défaite consécutive des Girondins en finale et aux tirs au but.
| 4 avril 1998 | Paris Saint-Germain FC | 2-2 a.p. | FC Girondins de Bordeaux | Stade de France, Saint-Denis                                                      |                                                                                   |
| | Simone 80e · Raí 106e  | | Micoud 30e · Papin 114e  | Spectateurs : 77 700 spectateurs Arbitrage : Rémi Harrel assisté de Gilles Chéron | Spectateurs : 77 700 spectateurs Arbitrage : Rémi Harrel assisté de Gilles Chéron |
| | Rapport                | |                          | Spectateurs : 77 700 spectateurs Arbitrage : Rémi Harrel assisté de Gilles Chéron | Spectateurs : 77 700 spectateurs Arbitrage : Rémi Harrel assisté de Gilles Chéron |
| Éric Rabésandratana · Marco Simone · Raí · Patrice Loko | Tirs au but 4-2        | Paulo Sérgio Gralak · Jean-Pierre Papin · Peter Luccin · Johan Micoud · |                          | Spectateurs : 77 700 spectateurs Arbitrage : Rémi Harrel assisté de Gilles Chéron | Spectateurs : 77 700 spectateurs Arbitrage : Rémi Harrel assisté de Gilles Chéron |
| Vincent Fernandez - Alain Roche (Laurent Fournier 77e ), Jimmy Algerino, Paul Le Guen, Didier Domi (Édouard Cissé 111e ) - Éric Rabésandratana, Pierre Ducrocq, Franck Gava ( 27e), Raí (c) - Marco Simone, Florian Maurice (Patrice Loko 74e ) · Entraîneur : Ricardo | Équipes                | Ulrich Ramé - Patrick Blondeau ( 43e, (Kodjo Afanou 70e )), Niša Saveljić ( 37e), Paulo Sérgio Gralak ( 35e), David Jemmali - François Grenet (Jean-Pierre Papin 30e ), Michel Pavon (c) ( 109e), Peter Luccin ( 65e), Johan Micoud - Lilian Laslandes, Sylvain Wiltord · Entraîneur : Élie Baup |                          | Spectateurs : 77 700 spectateurs Arbitrage : Rémi Harrel assisté de Gilles Chéron | Spectateurs : 77 700 spectateurs Arbitrage : Rémi Harrel assisté de Gilles Chéron |